# Nooit Opgeven Altijd Doorzetten Aangenaam Door Vermaak En Nuttig Door Ontspanning Combinatie Breda
Il Nooit Opgeven Altijd Doorzetten Aangenaam Door Vermaak En Nuttig Door Ontspanning Combinatie Breda, abbreviato semplicemente in NAC o NAC Breda, è una società calcistica olandese con sede a Breda. Gioca nell'Eredivisie, la prima divisione del campionato olandese di calcio.

## Storia
Il Nac Breda è stato fondato il 19 settembre 1912, quando il NOAD e l'ADVENDO si unirono. NOAD è l'acronimo di Nooit Opgeven Altijd Doorzetten (in italiano: Non arrenderti mai, persevera sempre), ADVENDO di Aangenaam Door Vermaak En Nuttig Door Ontspanning (in italiano: Piacevole per il suo intrattenimento e utile per il suo rilassamento). Probabilmente è il più lungo nome di una squadra al mondo.
L'unico successo nazionale fu nella stagione 1920-1921 del Nederlands landskampioenschap: dopo aver vinto la divisione Sud, il club giocò un gruppo unico finale con le vincitrici delle divisioni Nord (Be Quick 1887), Est (Go Ahead Eagles) e Ovest (Ajax), e finì in cima alla classifica vincendo così l'antenata dell'"Eredivisie". La stagione 1972-1973, cinquant'anni dopo, vide invece il club vincere la Coppa d'Olanda dopo una vittoria finale contro il N.E.C..
Nel 2003 il NAC cambiò il suo nome in NAC Breda: fu un segno di gratitudine per la città, che aveva aiutato il club a risolvere alcuni problemi finanziari comprando lo stadio di casa. Nella stessa stagione si qualificò per la Coppa UEFA, ma venne bruscamente sconfitta per un totale di 6-1 dal Newcastle Utd. In campionato le cose andarono diversamente ed il NAC ottenne un brillante quarto posto.

### Risultati altalenanti e continue promozioni e retrocessioni
Quella del 2006-07 fu una buona stagione per il NAC, ma solo fino a febbraio, quando riuscì a raggiungere il sesto posto in classifica. Da lì in avanti il club iniziò una parabola discendente, dovuta al calo fisico, ma soprattutto all'infortunio, del difensore danese Patrick Mtiliga. Con lui il NAC aveva ottenuto 40 punti, e senza di lui non riuscì a vincere un incontro per oltre 3 mesi, a causa della carenza di forti difensori. Da febbraio a giugno il club perse cinque posizioni in classifica. L'avventura del NAC in Coppa d'Olanda si arrestò in semifinale, quando venne battuta per 6-0 dall'AZ Alkmaar.
Il NAC restò in Eredivisie dalla stagione 2000-2001 fino alla 2013-2014: nelle prime stagioni il club ottenne buoni risultati, giungendo anche al 3º e 4º posto in campionato, qualificandosi per i playoff per le coppe europee (competizioni in seguito mai raggiunte); tuttavia, nella seconda parte della permanenza in massima divisione, il NAC concluse più stagioni nelle posizioni rosse della classifica, ottenendo salvezze insperate. Nella stagione 2013-14 il club concluse al 16º posto con soli 28 punti e retrocesse in seguito alla sconfitta contro il Roda JC nei playoff promozione / retrocessione. Dopo tre anni in Eerste Divisie, il club torna in Eredivisie per la stagione 2017-18, che conclude al 14º posto con 34 punti conquistati. Nonostante ciò, l'anno seguente non va come quello precedente ed il club, con una giornata di anticipo, retrocede nuovamente in Eerste Divisie, giungendo all’ultimo posto con soli 23 punti ottenuti.

## Colori e simboli

### Colori
I colori sociali sono il giallo e il nero. La maglia di gioco è gialla con una banda diagonale nera, invece i pantaloncini sono neri e i calzettoni bianchi con inserti neri.

### Simboli ufficiali

#### Stemma
Nella sua storia, il club ha adottato ben quattro stemmi. Il primo, dalla fondazione nel 1912 fino al 1968, è stato uno stemma nero contornato di giallo e attraversato una linea diagonale gialla con le lettere N.A.C. Lo stemma è stato poi cambiato nel 1968, e poi nel 1974: probabilmente a seguito delle proteste da parte del comitato del club, il terzo stemma fu progettato dalla figlia di uno dei nuovi membri dello staff, e conteneva le lettere NAC in una combinazione tra nero e giallo. Il quarto stemma fu progettato nel 1996, quando il club si spostò allo Stadio Rat Verlegh: colorato nei colori ufficiali del club, consisteva in due leoni, uno giallo e uno bianco, tre croci rosse nell'angolo inferiore e le lettere NAC nella parte superiore. Dal 2012, il club ha riadottato lo stemma originale per celebrare il suo centesimo anniversario, per poi adottarlo in via definitiva su richiesta (e pagamento) dei fan.

## Strutture

### Stadio
Dal 1996 il club disputa le proprie gare interne nello Stadio Rat Verlegh, che si trova a Breda e che può ospitare 17.750 spettatori. È stato intitolato all'ex calciatore Antoon Verlegh.
In precedenza il club aveva utilizzato diversi impianti cittadini.

## Palmarès

### Competizioni nazionali
- Campionato olandese: 1

1920-1921
- Coppa dei Paesi Bassi: 1

1972-1973
- Eerste Divisie: 1

1999-2000

### Altri piazzamenti
- Campionato olandese:

Secondo posto: 1924-1925, 1926-1927, 1954-1955, 1955-1956
Terzo posto: 1921-1922, 1923-1924, 2007-2008
- Coppa dei Paesi Bassi:

Finalista: 1960-1961, 1966-1967, 1973-1974
Semifinalista: 1964-1965, 1993-1994, 2003-2004, 2006-2007, 2007-2008, 2008-2009, 2019-2020
- Eerste Divisie:

Secondo posto: 1989-1990, 1990-1991
Terzo posto: 1965-1966, 1983-1984, 1992-1993, 2015-2016
- Coppa Intertoto UEFA:

Finalista: 2008

## Statistiche e record

### Partecipazione ai campionati e ai tornei internazionali

#### Campionati nazionali
Il miglior risultato ottenuto nell'Eredivisie è il terzo posto della stagione 2007-2008.
Dalla stagione 1956-1957 alla 2025-2026 il club ha ottenuto le seguenti partecipazioni ai campionati nazionali:
| Livello | Categoria      | Partecipazioni | Debutto   | Ultima stagione | Totale |
| ------- | -------------- | -------------- | --------- | --------------- | ------ |
| 1º      | Eredivisie     | 53             | 1956-1957 | 2025-2026       | 53     |
| 2º      | Eerste Divisie | 16             | 1965-1966 | 2023-2024       | 17     |

#### Tornei internazionali
Il miglior cammino nelle competizioni europee è stato il raggiungimento degli ottavi di finale nella Coppa delle Coppe 1967-1968.
Alla stagione 2022-2023 il club ha ottenuto le seguenti partecipazioni ai tornei internazionali:
| Categoria                     | Partecipazioni | Debutto   | Ultima stagione |
| ----------------------------- | -------------- | --------- | --------------- |
| Coppa delle Coppe             | 2              | 1967-1968 | 1973-1974       |
| Coppa UEFA/UEFA Europa League | 2              | 2003-2004 | 2009-2010       |
| Coppa Intertoto               | 2              | 2002      | 2008            |

## Organico

### Rosa 2025-2026
Rosa e numerazione aggiornate al 29 luglio 2025
| N. |                          | Ruolo | Calciatore         |
| -- | ------------------------ | ----- | ------------------ |
| 1  | Paesi Bassi (bandiera)   | P     | Roy Kortsmit       |
| 2  | Paesi Bassi (bandiera)   | D     | Boyd Lucassen      |
| 4  | Paesi Bassi (bandiera)   | D     | Boy Kemper         |
| 5  | Belgio (bandiera)        | D     | Jan Van den Bergh  |
| 6  | Paesi Bassi (bandiera)   | C     | Casper Staring     |
| 7  | Nuova Zelanda (bandiera) | C     | Matthew Garbett    |
| 8  | Paesi Bassi (bandiera)   | C     | Clint Leemans      |
| 9  | Polonia (bandiera)       | A     | Kacper Kostorz     |
| 10 | Islanda (bandiera)       | A     | Elías Már Ómarsson |
| 11 | Germania (bandiera)      | C     | Raul Paula         |
| 12 | Austria (bandiera)       | D     | Leo Greiml         |
| 14 | Svezia (bandiera)        | C     | Adam Kaied         |
| 15 | Lussemburgo (bandiera)   | D     | Enes Mahmutovic    |
| 16 | Australia (bandiera)     | C     | Max Balard         |
| 17 | Paesi Bassi (bandiera)   | C     | Roy Kuijpers       |

| N. |                        | Ruolo | Calciatore            |
| -- | ---------------------- | ----- | --------------------- |
| 18 | Paesi Bassi (bandiera) | D     | Daan van Reeuwijk     |
| 19 | Portogallo (bandiera)  | C     | Saná Fernandes        |
| 20 | Norvegia (bandiera)    | C     | Fredrik Oldrup Jensen |
| 21 | Spagna (bandiera)      | D     | Manel Royo            |
| 23 | Paesi Bassi (bandiera) | D     | Terence Kongolo       |
| 25 | Curaçao (bandiera)     | D     | Cherrion Valerius     |
| 28 | Paesi Bassi (bandiera) | C     | Lars Mol              |
| 29 | Paesi Bassi (bandiera) | A     | Sydney van Hooijdonk  |
| 30 | Paesi Bassi (bandiera) | C     | Aïmane Jaddi          |
| 31 | Grecia (bandiera)      | P     | Kōstas Lamprou        |
| 37 | Paesi Bassi (bandiera) | P     | Aron van Lare         |
| 39 | Rep. Ceca (bandiera)   | D     | Dominik Janošek       |
| 44 | Belgio (bandiera)      | D     | Maxime Busi           |
| 99 | Polonia (bandiera)     | P     | Daniel Bielica        |